# Гагунашвили, Мераб
Мераб Гагунашвили (род. 3 января, 1985, Тбилиси) — грузинский шахматист; гроссмейстер (2002).
Вместе с Левоном Ароняном поделил 2-3 места на чемпионате мира до 20 лет (2001).
Двукратный чемпион Грузии (2004 и 2010).
Многократный участник различных соревнований в составе национальной сборной по шахматам:
- 5 Олимпиад (2002—2006, 2010—2012);
- 6-й командный чемпионат мира (2005) в г. Беэр-Шева. Выиграл бронзовую медаль в индивидуальном зачёте.
- 6 командных чемпионатов Европы (2003, 2007—2015). В 2003 году, играя на резервной доске, выиграл 2 медали — бронзовую в команде и серебряную в личном зачёте.

## Изменения рейтинга
| Графики недоступны из-за технических проблем. См. информацию на Фабрикаторе и на mediawiki.org. |